# Gelatine

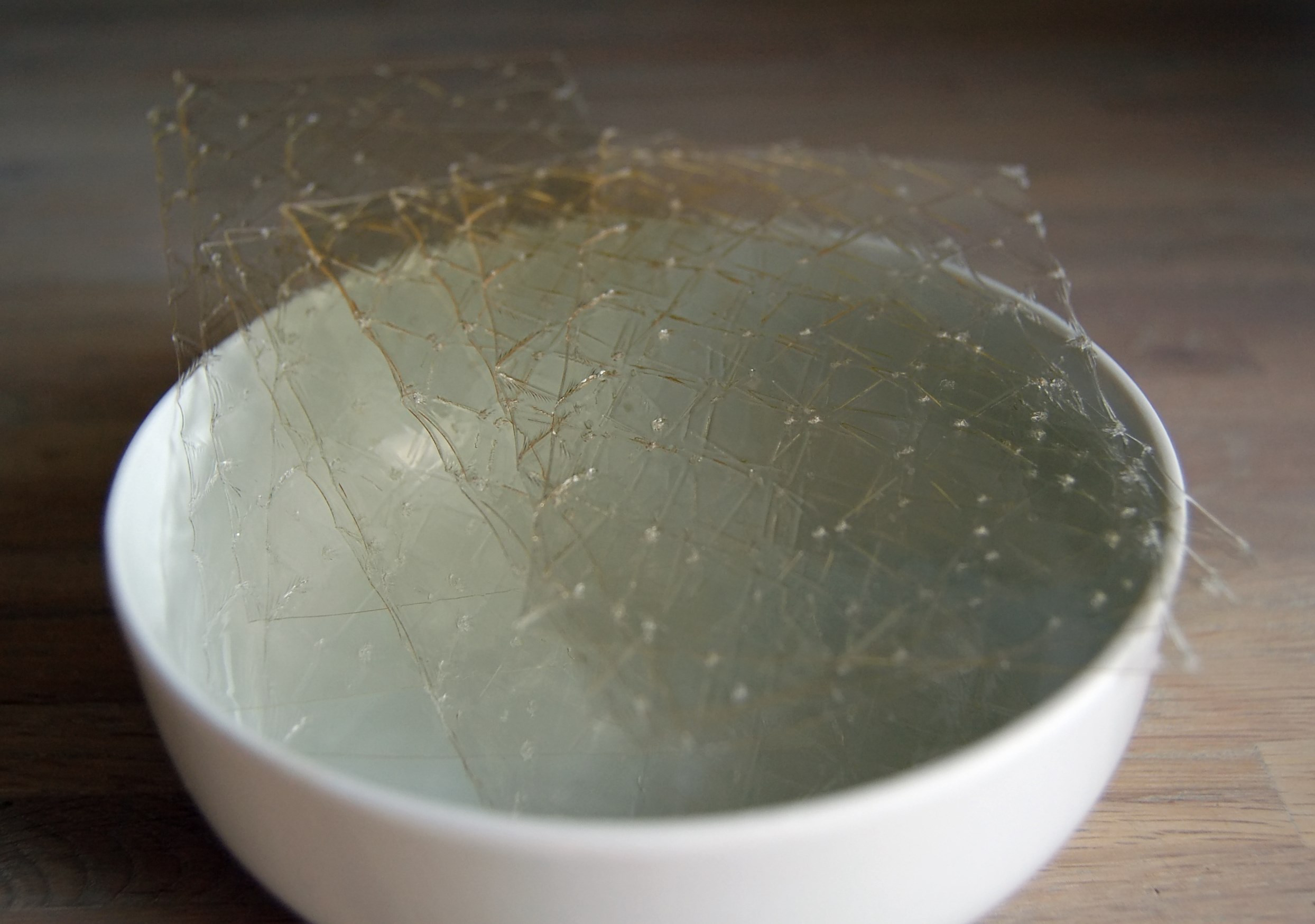
Gelatineplatten zum Kochen und Backen

Gelatine ist ein Stoffgemisch aus geschmacksneutralen tierischen Proteinen. Hauptbestandteil ist denaturiertes und teilweise hydrolysiertes Kollagen, welches aus dem Bindegewebe verschiedener Tierarten, vor allem Schweinen und Rindern, produziert wird. Gelatine gilt nicht als vollwertiges Nahrungsprotein (siehe auch biologische Wertigkeit), da die essentielle Aminosäure Tryptophan fehlt. In ungereinigter Form ist Gelatine auch als Glutinleim bekannt.

## Eigenschaften
Gelatine quillt in Wasser und löst sich beim Erwärmen ab etwa 50 °C auf. Sie ist ein Hydrokolloid, bei dem das (beim Abkühlen) gebildete Gel beim Erwärmen wieder flüssig wird. Dieser Gel/Sol-Übergang (siehe auch: Sol-Gel-Prozess) ist thermoreversibel und ist auch verantwortlich dafür, dass Gummibärchen im Mund zergehen (und nicht kleben wie z. B. Stärkeprodukte). Gelatine ist temperaturempfindlich. Wird sie längere Zeit über 80 °C erhitzt, wird sie hydrolysiert und verliert damit mehr und mehr ihre Gelierkraft (gemessen in Bloom).
Wie alle anderen Proteine besitzt auch Gelatine amphotere Eigenschaften. Deshalb gibt es einen pH-Wert, an dem die (positive) elektrische Ladung der Aminogruppen so groß ist wie die (negative) Ladung der Carboxygruppen. Dieser isoelektrische Punkt der Gelatine ist von der Herstellungsart abhängig (saurer Aufschluss: pH-Wert 6,0 bis 9,5, alkalischer Aufschluss: pH-Wert 4,7 bis 5,6). Am isoelektrischen Punkt ist Gelatine am wenigsten löslich. Diese Eigenschaft kann beim Bestimmen des Punktes ausgenutzt werden.
Da in Stoffgemischen im Lebensmittelbereich Hydroxyprolin nur in Gelatine in nennenswerten Mengen enthalten ist (ca. 13 %), lässt sich durch quantitative Bestimmung dieser Aminosäure die Menge der zugesetzten Gelatine gut abschätzen. Von der Gelatine abgegrenzt wird Kollagen-Hydrolysat, das durch Enzyme hydrolysiert und als Nahrungsergänzungsmittel vertrieben wird.

## Herstellung
Zur Gewinnung wird das zunächst unlösliche Bindegewebe von (vor allem) Haut und Knochen von Schweinen und Rindern, aber auch von Geflügel und Fischen einem Aufschlussverfahren (Hydrolyse) unterworfen, das die Peptid-Bindungen aufspaltet, sodass sich das so wasserlöslich gemachte Kollagen extrahieren lässt. Der Aufschluss kann durch Kochen (Herstellung einer Bouillon in der Küche) oder durch Behandlung mit Säuren und Basen und anschließende Extraktion (industrielle Herstellung) erfolgen. Gelatine kann 1–2 % anorganische Stoffe und bis zu 15 % Wasser enthalten.

### Rohstoffquellen
2019 wurden weltweit 621 000 Tonnen Gelatine verkauft. Etwa 80 % der in Europa verwendeten Speisegelatine wird aus Schweineschwarten hergestellt, 15 % aus Rinderspalt und 5 % aus Schweine- und Rinderknochen sowie Fisch.
Wegen der BSE-Krankheit wurden im Jahr 1999 von der EU-Kommission Richtlinien für die Herstellung von Gelatine festgelegt.
Fischgelatine wird aus dem in Fischhäuten enthaltenen Kollagen hergestellt, u. a. um damit jüdischen und islamischen Speisegesetzen zu entsprechen (siehe koscher und halāl).  Allergische Reaktionen auf Fisch sind weit verbreitet. Andererseits liegen keine Berichte über klinische Reaktionen auf Gelatine in handelsüblichen Lebensmitteln vor. Es gibt keine ausreichenden Daten aus Provokationsstudien mit Personen, die eine Fischallergie haben und spezifisches IgE gegen Fischgelatine aufweisen beziehungsweise positiv auf einen Pricktest mit Fischkollagen oder Fischgelatine reagieren. Die EFSA bewertete 2004 die vom schweizerischen Duft- und Aromahersteller Givaudan vorgelegten Daten als unzureichend. Givaudan hatte einen Antrag auf Zulassung von Fischgelatine zur Verkapselung von Aromastoffen gestellt. Andererseits hieß es gleichzeitig, dass es nicht sehr wahrscheinlich sei, dass Fischgelatine unter den spezifizierten Verwendungsbedingungen eine schwere allergische Reaktion bei einer Mehrzahl der Personen mit Fischallergie auslösen würde.

### Industrieller Herstellungsprozess
Beschrieben wird das von den meisten Herstellern praktizierte Verfahren zur Herstellung von Gelatine wie folgt: Die Ausgangsmaterialien für die Gelatineherstellung sind Bindegewebe (Häute und Knochen, Rinderspalt) von Rindern, Schweinen, Fisch oder Geflügel. Zur Vorbehandlung werden Fett und anorganische Bestandteile vom Ausgangsmaterial grob entfernt und das Material zerkleinert (Knochen werden geschrotet, entfettet und während der Mazeration von Calciumcarbonat, Calciumphosphat und Calciumfluorid befreit; diese entmineralisierte Substanz nennt man Ossein). Abhängig vom Ausgangsmaterial wird eine von zwei Behandlungsmethoden gewählt:
- (A) Säurebehandlung: Das Material mit weniger quervernetztem Kollagen (z. B. aus Schweineschwarte) wird einen Tag lang mit Schwefel- oder Salzsäure behandelt und dann neutralisiert. Nach intensiver Auswaschung der Salze wird das Kollagen extrahiert.
- (B) Basische Behandlung: Das Material mit stark quervernetztem Kollagen (z. B. aus Rind) wird für einen Zeitraum von einigen Wochen bis mehrere Monate unter Bildung von Ammoniak mit Kalkmilch behandelt.

Das vorbehandelte Material ist nun in warmem Wasser löslich (Bouillon) und wird über bis zu 5 Stufen mit steigender Temperatur extrahiert. Die Temperatur ist für die Gelierkraft (Bloomwert) bestimmend: Je niedriger sie ist, desto höher ist die Gelierkraft, die zuletzt mit höchster Temperatur gewonnenen Extraktionsfraktionen besitzen die niedrigsten Gelierkräfte. Zur Reinigung werden die Extrakte von verbliebenem Fett und Fasern separiert und filtriert. Zuletzt werden Calcium, Natrium, verbliebene Säurereste und andere Salze entfernt.
In Vakuumtrocknern wird die dünnflüssige Gelatinelösung zu einer honigähnlichen Konsistenz eingedickt. Die hochkonzentrierte Gelatinelösung wird sterilisiert, abgekühlt und getrocknet, wobei sie gelieren und die gelierte Masse in Nudelform auf ein Trockenband extrudiert werden kann. Das Band durchläuft dann einen Trockentunnel, an dessen Ende die Gelatine bis auf einen Wassergehalt von 10–15 % getrocknet ist und noch zu Partikeln gewünschter Größe gemahlen wird. Zur Herstellung von Blattgelatine wird entsprechend nicht in Nudelform extrudiert, sondern ein Gelatinefilm erzeugt, für den als Trockenband ein weitmaschiges Netz dient.

## Verwendung

### Lebensmittel

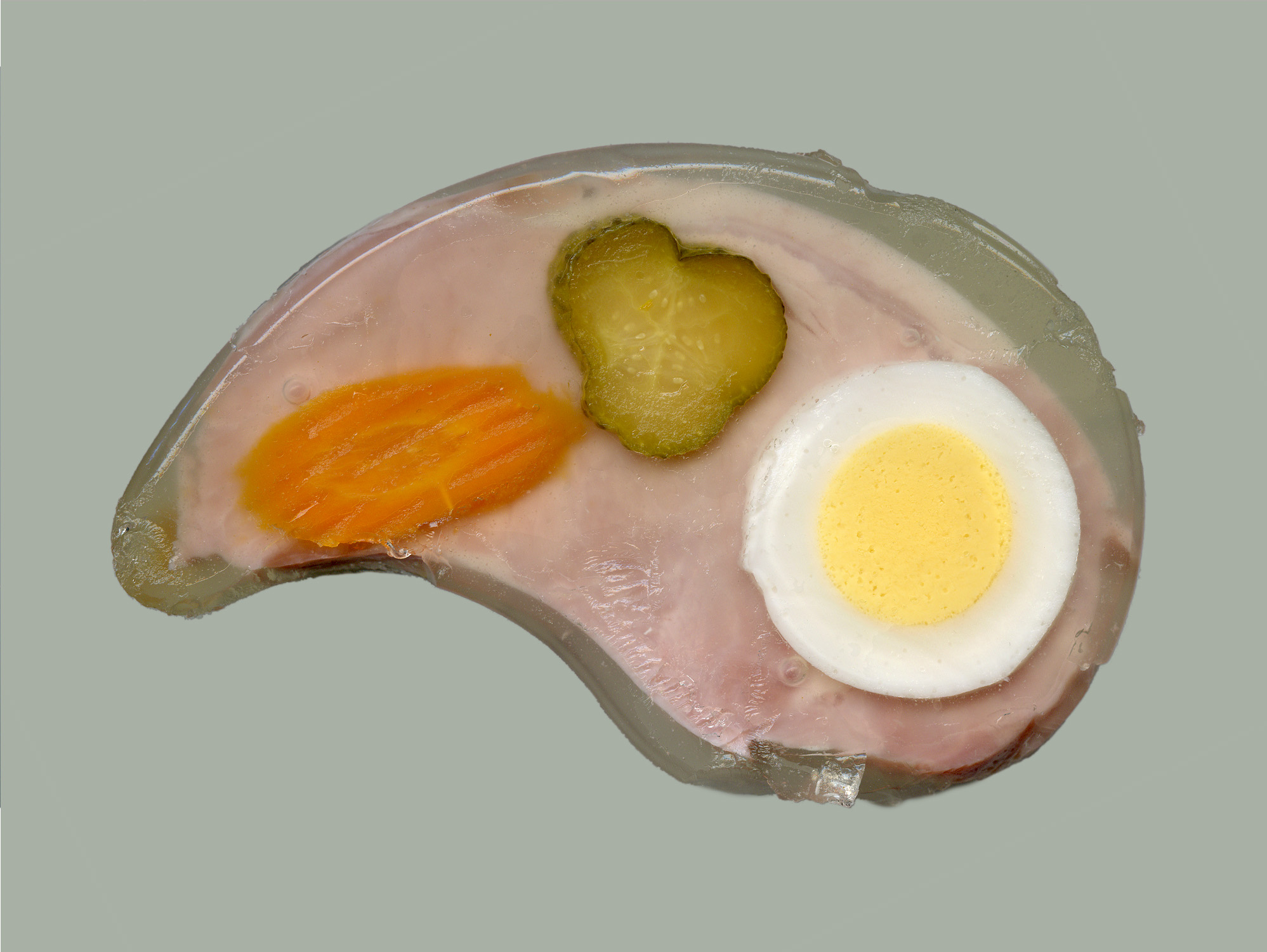
Sülzkotelett; Fleisch in Aspik aus Gelatine

Gelatine wird teilweise in Halbfettprodukten und Lightprodukten wie Halbfettmargarine, Halbfettbutter und fettreduzierten Käsesorten verarbeitet, außerdem als Geliermittel zur Herstellung von Süßwaren wie Gummibärchen, Weingummis, Weichkaramellen, Marshmallows, Schaumwaffeln, Lakritz oder Schokoküssen. Des Weiteren kann sie in Backwaren (Tortenguss) und Desserts (z. B. Errötendes Mädchen, Götterspeise, Mädchenröte, Schlagsahne), in Fleisch-, Fisch- und Wurstwaren wie zum Beispiel Sülze und Aspik, Pfefferminzbonbons und Weihnachtskonfekt enthalten sein. 
Als Schönungsmittel kommt sie bei Getränken wie Wein, Apfelwein, Essig und allen nicht naturtrüben Fruchtsäften, sowie in manchen Ländern bei Bier zum Einsatz. Sie dient der Entfernung von Trubstoffen sowie zur Verringerung des Gerbstoffanteils bei der Weinherstellung. Es kommt besonders seit Auftreten von BSE sowie wegen der jüdischen Speisegesetze auch Fischgelatine zum Einsatz. Sie dient als Ersatz für Lysozym und Kasein.
Gelatine fällt in der EU und der Schweiz per Definition nicht unter die Lebensmittelzusatzstoffe und hat daher auch keine E-Nummer. Die FAO hat für Gelatine die INS-Nummer 428 vergeben.

### Pharmazeutische Technologie

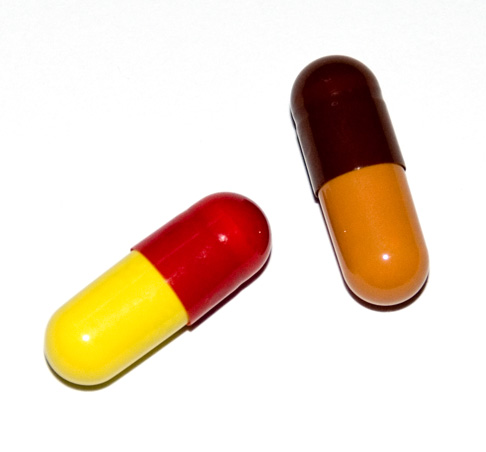
Hartgelatinekapseln

Gelatine wird zur Herstellung von Hart- und Weichkapseln verwendet. In solche Gelatinekapseln wird der Arzneistoff, gegebenenfalls mit erforderlichen Hilfsstoffen verarbeitet, eingefüllt. Gelatine kann auch als Verdickungsmittel zur Viskositätserhöhung von flüssigen Arzneizubereitungen eingesetzt werden. Aus der Vielzahl der Gelatinetypen werden praktisch nur Gelatine A (durch sauren Aufschluss gewonnen) bzw. Gelatine B (durch alkalischen Aufschluss gewonnen) eingesetzt. In der Medizintechnik dient Gelatine unter anderem zur Beschichtung von Implantaten wie beispielsweise Gefäßprothesen.
Rindergelatine in Form von Polygelin als Stabilisator ist bzw. war in mehreren Impfstoffen enthalten, so in jenen gegen FSME, Japanenzephalitis, Tollwut, Varizellen und im MMR-Impfstoff. Obwohl allergische Reaktionen auf Impfstoffe mit einer Häufigkeit von etwa 1 Reaktion zu 500.000 Impfdosen insgesamt selten sind, spielt die Allergie gegen Gelatine (in Kombination mit Thiomersal) als allergische Reaktion vom Soforttyp (bis hin zur Anaphylaxie) eine wichtige Rolle und gilt für etwa die Hälfte aller diesbezüglichen Komplikationen verantwortlich, sodass diese nun zunehmend aus Impfstoffen entfernt wird.

### Medizin
In der Notfallmedizin wird gelatinehaltige Infusionslösung als sogenannter Volumenersatz zur Behandlung eines Volumenmangelschocks verwendet. Ebenso dienen Schwämme aus Gelatine, die vom Körper resorbiert werden, zur Blutstillung während und nach Operationen. Sie können bis zum 45fachen Eigengewicht an Blut absorbieren und dienen als zelluläres Gerüst für die Wundheilung.

### Technische Anwendungen

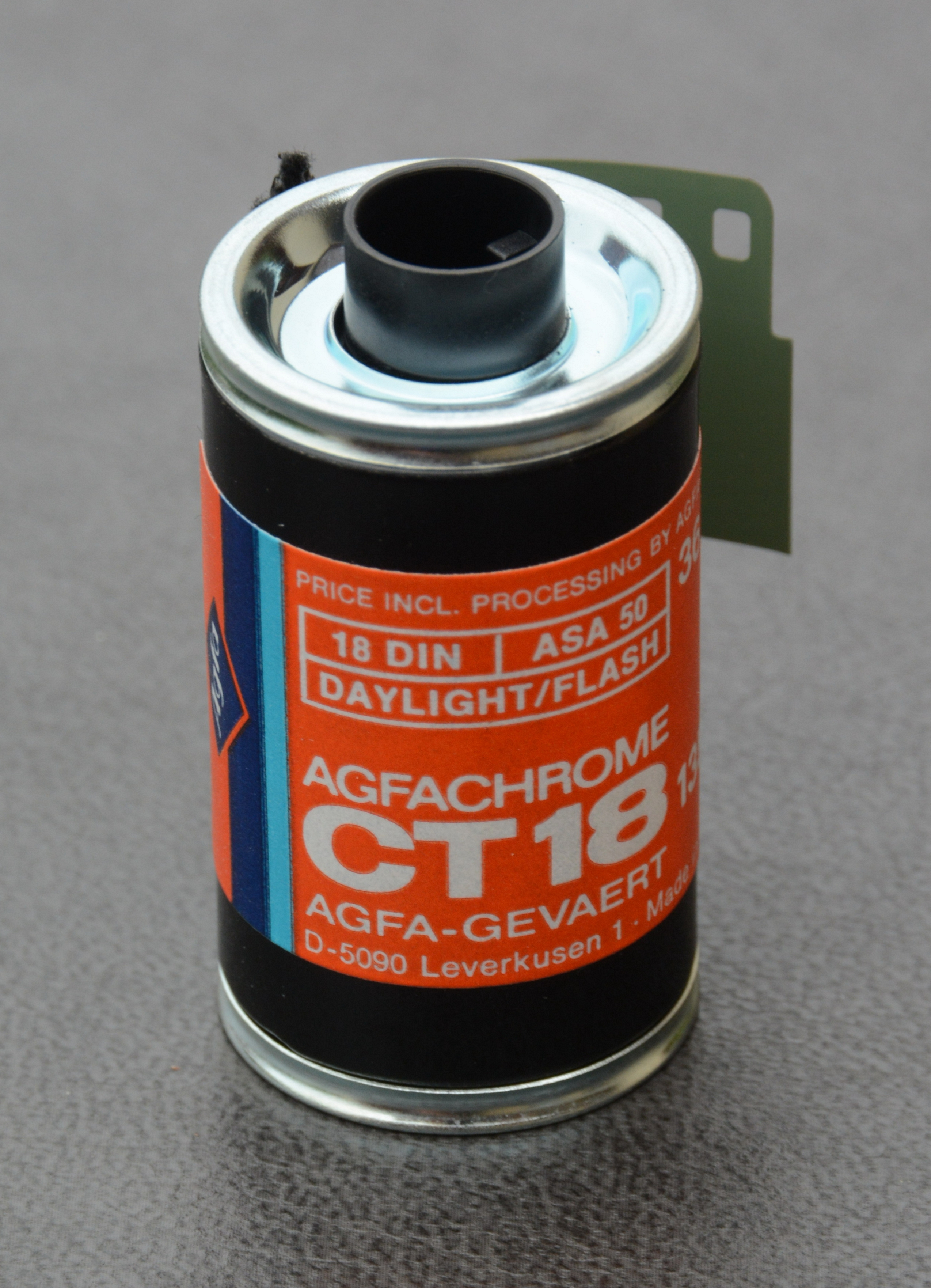
Fotografischer Film

Schon in der Frühzeit der Fotografie wurde Gelatine beim sog. trockenen Gelatineverfahren verwendet.
Gelatine ist auf den üblichen fotografischen Filmen und Fotopapieren enthalten, in einigen fotografischen Edeldruckverfahren stellt sie den Träger der Pigment- bzw. Chemikalienschicht dar. Auch viele Foto-Druckpapiere für Inkjet-Druck haben eine Gelatine-Beschichtung und werden daher auch oft von Herstellern klassischer Fotopapiere hergestellt.
In der Maskenbildnerei in Film und Theater oder auch bei Rettungsübungen dient gefärbte Gelatine zur realistischen Wunddarstellung. Modelle menschlicher Organe zu Anschauungs- und Übungszwecken sind oft aus Gelatine gefertigt.
Bei der Sportart Paintball dient Gelatine als Hülle für den mit gefärbtem Polyethylenglycol gefüllten Paintball. Zur Bestimmung von Schusskanälen bzw. der Eindringtiefe eines Projektils wird Ballistische Gelatine verwendet.

### Geigenbau
Gelatine wird im Geigenbau nach Erhitzung im Wasserbad als Grundierung direkt auf das Holz gegeben, um beim späteren Beizen eine gleichmäßige Tönung des Holzes zu gewährleisten.

### Nebenprodukte
Bei der Gelatineherstellung entstehen außer der Gelatine noch Nebenprodukte, die weiter genutzt werden: Fleischknochenmehl (zum Beispiel als Tierfutter oder Dünger), Knochenfett (zum Beispiel zur Seifenherstellung) und Calciumcarbonat (zum Beispiel für die Zahnpastaherstellung). Auch Metalle, Klebstoffe und besonders festes Papier können mit Hilfe von Gelatine hergestellt sein.

## Alternativen
Tierkrankheiten wie BSE haben in der Vergangenheit dazu geführt, dass einige Verbraucher Gelatine (insbesondere als Nahrungsmittel) meiden. Zudem ist Gelatine nicht vegetarisch.
Die Ergebnisse der Ersatzverfahren schwanken in ihrer Vergleichbarkeit mit Gelatineprodukten sehr stark.
Pflanzliche Dickungs- und Geliermittel sind meistens Polysaccharide, z. B. die aus verschiedenen Algen isolierten Alginate, Carrageenane und Agar-Agar, weiterhin auch Pektin aus Früchten, Gummi arabicum, Stärke verschiedenen Ursprungs, Guarkernmehl, Xanthan und Johannisbrotkernmehl.
Alternative Verfahren zur Klärung von Flüssigkeiten arbeiten mit Ton, Tannin, Kieselgur oder Asbest, die Verwendung des Letzteren ist aufgrund der massiven Gesundheitsgefährdung EU-weit verboten. Statt Gelatine werden jedoch auch Casein (aus Milch), Chitin (aus der Fischerei-Abfallproduktion und der Biotechnik) und Hausenblase (Schwimmblase einer Störart) verwendet. Wenn Gelatine als Hilfsmittel bei der Herstellung benutzt wird, ist sie im Endprodukt nicht enthalten und sie muss nicht als Inhaltsstoff deklariert werden. Ihre Verwendung lässt sich in diesen Fällen nur durch direkte Produktanfragen an den Hersteller klären. Bei Produkten der Pharmaindustrie und anderer Industrien kann zum Teil auf gelatinefreie Produkte zurückgegriffen werden.